# Traffic Control (Infrabel)
Traffic Control is de dienst van de Belgische spoorwegbeheerder Infrabel die instaat voor het globale beheer van het treinverkeer in België. Traffic Control bestuurt niet rechtstreeks het treinverkeer, dit is de taak van de seinhuizen, maar houdt het globale overzicht over de geplande werken, storingen en andere incidenten op het spoorwegnet. Indien nodig grijpen zij in om het treinverkeer vlot te laten verlopen en kunnen de lokale seinhuizen overnemen. Traffic Control verzorgt ook de communicatie naar de spoorwegbedrijven en bevat ook enkele medewerkers van de NMBS om in noodgevallen snel te kunnen communiceren.
De dienst is gevestigd in Brussel.